# Colla Voce
Colla Voce ist ein Musikalbum von Nick Dunston. Die im Dezember 2022 in den Emil Berliner Studios, Berlin, und im Oktaven Audio Studio, New York City, entstandenen Aufnahmen erschienen am 26. April 2024 auf Out of Your Head Records.

## Hintergrund
Colla Voce (italienisch für „mit der Stimme“) ist ein Werk des Bassisten und Komponisten Nick Dunston. Dunston selbst nennt es eine „afro-surrealistische Anti-Oper“, die auf der einfachen Annahme basiert, dass Wahrnehmung relativ ist. Was der eine als schön oder begehrenswert empfindet, kann jemand anderem abstoßend oder abscheulich erscheinen. Und natürlich gibt es dazwischen jede Menge Mittelwege. Das heißt, die Erforschung dieser Annahme ist alles andere als geradlinig oder binär. Um dies zu gewährleisten, hat er für diese Veröffentlichung zwei Ensembles zusammengestellt: eines mit Sitz in New York, bestehend aus Dunston und dem JACK Quartet, und eines in Berlin, bestehend aus Dunston mit verschiedenen Streichern, Stimmen (Schnauben, Flüstern, Geplapper und Gesang) und Schlagzeug. Das Material beider Aufnahmesessions wurden im November 2023 einer gründlichen Mischung und Post-Produktion unterzogen.

## Besetzung
- Nick Dunston – Kompositionen, Nachbearbeitung, Kontrabass
- JACK Quartet (Christopher Otto, Austin Wulliman – Violinen, John Richards – Viola, Jay Campbell – Cello)
- Cansu Tanrıkulu – Stimme, Live-Bearbeitung, Sofia Jernberg – Stimme, Isabel Crespo Pardo – Stimme, Friede Merz – Stimme, Maria Reich – Violine, Viola, Anil Eraslan – Cello, Tal Yahalom – Gitarre, Moritz Baumgärtner – Schlagzeug, Perkussion, Megaphon

## Titelliste
- Nick Dunston: Colla Voce (Out of Your Head Records)[1]

1. Ova’churr 1:38
2. Designated Antagonist 3:35
3. Pseudocorridor 7:17
4. Blinding, Joyous, Fearful 8:30
5. Fully Turbulent 5:22
6. Lo and Behold 3:59
7. Hydrogen 0:57
8. Argon 0:56
9. Oxygen 1:22
10. Anglo-Adjacent Phonetic Approximations 5:22
11. Nearly Turbulent 5:10
12. A Rolling Wave of Everything 6:29
13. Colla voce 09:42

Die Kompositionen stammen von Nick Dunston.

## Rezeption
Colla Voce würde gebrochen klingen, wie eine seltsame und fehlerhafte Detektiv-Noir-Geschichte mit der unsichtbaren Allgegenwart einiger ätherischer Phänomene, schrieb Nick Ostrum (Squid‘s Ear). Es sei wie eine Twilight Zone für eine Ära, die von  Künstlicher Intelligenz, fragmentiertem Medienkonsum und unaufhörlichem Point-and-Click infiziert ist, eine Oper für jene Verrückten, die sich einem neonietzscheanischen Sinn für Schönheit im Bruch verschrieben haben. Es ist der Zusammenbruch einer Ordnung, aber einer, der wundersam und willkommen ist, da er das Neue hervorbringt. Colla Voce sei ein authentisches Statement, ein Produkt echter Vision. Fans improvisierter und experimenteller Musik werden wahrscheinlich eher Ersteres als Letzteres hören wollen oder, wahrscheinlicher, einfach die Schönheit in der Kakophonie finden.
Historische Beispiele für dieses Konzept sind Igor Strawinskys Uraufführung von „Le sacre du printemps“ im Jahr 1913 und Ornette Colemans The Shape of Jazz to Come (Atlantic, 1959), die beide heftige und sogar gewalttätige Reaktionen hervorriefen, schrieb Mark Corroto in All About Jazz Glücklicherweise (oder vielleicht unglücklicherweise) würden wir in einer Zeit leben, in der, so Perry Farrell von der Band Jane’s Addiction, „nichts schockierend ist“. „Haben Dunston und Olencki sich den endgültigen Klang [des Albums] schon vorgestellt, bevor sie Streicher und Gesang aufgenommen haben? Oder ist Colla Voce das Produkt eines surrealistischen Automatismus? Ja und nein, Dunston überlässt die Entscheidung dem Hörer.“
Kein Album, das im Jahr 2024 erschienen ist, sei ehrgeiziger und mutiger als Colla Voce, das Dunston als „afro-surrealistische Anti-Oper“ bezeichnet hat, schrieb Peter Margasak. Hier würden die spannenden Kombinationen miteinander kollidieren, um den Anforderungen von Dunstons übergroßer Fantasie gerecht zu werden. was selbst die gewagtesten Hybriden weit übertrifft.